# Lilla Brignone
Pour les articles homonymes, voir Brignone.
 (juin 2025).
Si vous disposez d'ouvrages ou d'articles de référence ou si vous connaissez des sites web de qualité traitant du thème abordé ici, merci de compléter l'article en donnant les références utiles à sa vérifiabilité et en les liant à la section « Notes et références ».
Lilla Brignone née Adelaide Brignone à Rome le 23 août 1913, et morte dans cette ville le 24 mars 1984, est une actrice italienne.

## Biographie
Lilla Brignone est la fille du réalisateur Guido et de l'actrice Lola Visconti. Elle apparaît dans une quarantaine de films entre  1930 et 1982.

## Filmographie partielle
- 1930 : Nerone d'Alessandro Blasetti
- 1934 : Le Conspirateur (Teresa Confalonieri) de Guido Brignone : une marquise au bal
- 1942 : La Farce tragique (La cena delle beffe) d'Alessandro Blasetti
- 1953 : Femmes damnées (Donne proibite), de Giuseppe Amato : Tamara
- 1959 : Été violent (Estate violenta), de Valerio Zurlini : la mère de Roberta
- 1961 : Les Joyeux Fantômes (Fantasmi a Roma), d'Antonio Pietrangeli : Regina
- 1962 : L'Éclipse (L'Eclisse), de Michelangelo Antonioni : la mère de Vittoria
- 1962 : Les Amours difficiles (L'amore difficile), épisode : L'avaro (L'avare), de Nino Manfredi : Anna
- 1962 : La Nonne de Monza (La monaca di Monza) de Carmine Gallone : Marianna De Leyva
- 1963 : L'Appartement du dernier étage (L'attico) de Gianni Puccini
- 1963 : Vénus impériale, de Jean Delannoy : Letizia Bonaparte
- 1963 : Un marito in condominio d'Angelo Dorigo
- 1963 : Rocambole, de Bernard Borderie : la Grande-Duchesse
- 1963 : Le Jour le plus court (Il giorno più corto), de Sergio Corbucci
- 1964 : La Terreur des gladiateurs (Coriolano: Eroe senza patria), de Giorgio Ferroni : Volumnia
- 1969 : Une folle envie d'aimer (Orgasmo) d'Umberto Lenzi : Teresa
- 1973 : Malicia (Malizia), de Salvatore Samperi : la nonne
- 1973 : Péché véniel (Peccato veniale), de Salvatore Samperi : Lilla Bellotto
- 1976 : Le Désert des Tartares (Il deserto dei Tartari), de Valerio Zurlini